# Campionato AMA Supermoto 2009
Nel 2009 il Campionato AMA Supermoto vede l'assenza di grandi campioni della passata stagione come Troy Herfoss, passato nel campionato australiano Supersport, e Chris Fillmore, passato alla Daytona Series statunitense.
Il campionato vede persistere il ridimensionamento nelle tappe dell'anno precedente; sarà anche l'ultima edizione del campionato stesso.
Al debutto a tempo pieno nella classe 450cc è il francese Sylvain Bidart, ex pilota del Campionato del Mondo Supermoto.
Le gare si sono svolte su quattro circuiti diversi di cui l'ultimo, nell'Utah ha ospitato gli ultimi due round all'inizio di settembre.
La prima gara si è svolta a Fontana in California, la seconda a Sonoma, sempre in California, la terza a Las Vegas nel Nevada e l'ultima a Salt Lake City.

## Premier (Top 5)
| Pos | Pilota         | Moto/Team                   | 1 | 2 | 3 | 4    | 5 | Punti |
| --- | -------------- | --------------------------- | - | - | - | ---- | - | ----- |
| 1   | Sylvain Bidart | Honda CHM Exhaust           | 2 | 2 | 4 | 3    | 2 | 104   |
| 2   | Mark Burkhart  | KTM Monster Burkhart Racing | 3 | 1 | 7 | 4    | 3 | 97    |
| 3   | Brandon Currie | Yamaha Monster BC Racing    | 5 | 5 | 8 | 1    | 1 | 95    |
| 4   | Jeff Ward      | Honda Troy Lee Designs      | 1 | 3 | 3 | rit. | 5 | 83    |
| 5   | Micky Dymond   | Honda CHM Exhaust           | 4 | 7 | 2 | 6    | 8 | 82    |

## Unlimited (Top 3)
| Pos | Pilota      | Moto/Team                      | 1 | 2 | 3 | 4 | 5 | Punti |
| --- | ----------- | ------------------------------ | - | - | - | - | - | ----- |
| 1   | Kurt Nicoll | KTM MDK Jagermeister           | 1 | 1 | 1 | 1 | 1 | 125   |
| 2   | Steve Drew  | KTM Rockstar Mach1 Motorsports | 2 | 2 | 3 | 2 | 2 | 108   |
| 3   | Justin Ross | KTM Joker Machine              | 4 | 4 | 5 | 4 | 6 | 85    |

## Lites (Top 3)
| Pos | Pilota         | Moto/Team               | 1 | 2 | 3 | 4  | 5 | Punti |
| --- | -------------- | ----------------------- | - | - | - | -- | - | ----- |
| 1   | Danny Casey    | Honda Mach1 Motorsports | 3 | 1 | 2 | 4  | 3 | 105   |
| 2   | Matt Burton    | KTM MDK R/J Performance | 1 | 6 | 1 | 3  | 4 | 103   |
| 3   | Dustin Hoffman | Honda CHM Exhaust       | 5 | 3 | 9 | 11 | 5 | 74    |